# 杉原房正
杉原 房正（すぎはら ふさまさ、享保8年（1723年） – 寛政12年3月2日（1800年3月26日））は、備中国足守藩の家老。足守杉原家第4代当主。
第3代当主杉原正忠の長男。通称は玄蕃。養子に杉原丹宮、杉原馬之丞。
享保18年（1733年）2月6日、家督相続し、400石を給わる。この際、名字を瀬川に戻したが、のちに佐良木と改め、元文2年（1737年）に杉原姓に復した。
寛保3年（1743年）3月19日に家老となる。宝暦12年（1762年）7月8日には元締方を引き受け、藩財政に関する一切を取り仕切った。安永7年（1778年）に50石加増され、寛政10年（1798年）3月15日にも50石加増されて500石となる。
同12年（1800年）3月2日、江戸へ向かう旅の途中の藤沢で病死した。享年78。
男子がなく、養子を迎えたが相次いで世を去ったため（後述）、嫡孫杉原景正が跡を継いだ。

## 相次ぐ後継者の死
- 養子：杉原丹宮（杉原伊織政春三男）
天明元年（1781年）3月7日に家老見習となるが、翌年5月11日に病死。
- 養子：杉原馬之丞（分家佐良木家より）
天明6年（1786年）7月22日に家老見習となるが、寛政元年（1789年）8月晦日に病死。
- 孫：杉原元吉
天明6年（1786年）8月16日に早世。